# Brunettia superstes
Brunettia superstes är en tvåvingeart som först beskrevs av Annandale 1908.  Brunettia superstes ingår i släktet Brunettia och familjen fjärilsmyggor. Inga underarter finns listade i Catalogue of Life.